# LACK OF REASON
『LACK OF REASON』(ラック・オブ・リーズン)はL⇔Rの5枚目のオリジナルアルバム。

## 概要
- 嶺川貴子が脱退し、3人体制となって初のアルバム。
- 初回盤はアナログ盤で発売できた場合を想定して、のちの通常版とは曲順を変更し、アナログLPならA面とB面に振り分けられたであろう曲順を2枚のディスクに収録した2枚組仕様。
- 収録曲のシングル『HELLO, IT'S ME』がヒットし、オリコン週間ランキングにおいて初登場14位を記録。さらに次作『KNOCKIN' ON YOUR DOOR』がミリオンセラーとなったことで今作も売り上げを伸ばし、L⇔Rのアルバムとしては『Let me Roll it!』に次いで2番目の売り上げを記録している。[1]
- iTunesにおいては、（2022年現在）従来の『LACK OF REASON』（通常版）と2017年にリリースされたリマスター版とは別に、映画『四姉妹物語』のサウンドトラックに収録されている「Dream On」を収録した『LACK OF REASON（Bonus Track Version）』が配信されている。

## 収録曲

### 初回版
FACE-A (Disc1)
1. SOCIETY'S LOVE (2:28)
作詞:黒沢健一、作曲:黒沢健一
2. CATCH THE TUBE ―地下鉄で行こうよ― (4:39)
作詞:黒沢健一、作曲:黒沢健一
3. IT'S ONLY A LOVE SONG (3:06)
作詞:黒沢健一、作曲:黒沢秀樹・黒沢健一
後に7thシングル『KNOCKIN' ON YOUR DOOR』のc/w曲となる。
4. EASY ANSWERS (4:28)
作詞:木下裕晴、作曲:木下裕晴
5. HELLO, IT'S ME (ALBUM MIX) (5:29)
作詞:黒沢健一、作曲:黒沢健一
6thシングルのアルバムバージョン。

FACE-B (Disc2)
1. REMEMBER (4:21)
作詞:黒沢健一、作曲:黒沢健一
5thシングル。
2. STAY AWHILE ―ステイ― (3:41)
作詞:黒沢健一、作曲:黒沢健一
3. PARANOIAC STAR (4:12)
作詞:黒沢健一、作曲:木下裕晴
4. THEME OF B.L.T. ―B.L.T.のテーマ― (2:43)
作曲:L⇔R
インストメンタル曲。
5. SEVENTEEN ―17― (3:36)
作詞:黒沢健一、作曲:黒沢健一
6. KEEP THE CIRCLE TURNING (3:37)
作詞:黒沢健一、作曲:黒沢秀樹・黒沢健一

### 通常版
1. SOCIETY'S LOVE
2. REMEMBER
3. STAY AWHILE
4. CATCH THE TUBE
5. IT'S ONLY A LOVE SONG
6. EASY ANSWERS
7. THEME OF B.L.T.
8. SEVENTEEN
9. PARANOIAC STAR
10. KEEP THE CIRCLE TURNING
11. HELLO, IT'S ME(ALBUM MIX)

### UHQCD盤
2017年2月8日にUHQCD化され再発売。
前述の通常盤の収録曲に「HELLO, IT'S ME(SINGLE MIX)」が追加された。

### Bonus Track Version
通常版の収録曲に映画『四姉妹物語』の挿入歌「Dream On」を追加した配信限定版。

## クレジット
1. L⇔R
黒沢健一:l.vocals, guitars & harp
黒沢秀樹:e&a guitars, vocals
木下裕晴:bass guitars, vocals
2. 「KEEP THE CIRCLE TURNING」のみ遠山裕による編曲
3. 残りの全曲はL⇔R、岡井大二、遠山裕の合同により編曲された。
4. 全曲の録音とミックス:HIDEO NISHI
5. ゲストミュージシャンは以下の3名
遠山裕:keyboards & manipulate
Dave Mitchel:drums
Brian Peck:characters